# Římskokatolická farnost Častohostice
Římskokatolická farnost Častohostice je územní společenství římských katolíků v obci Častohostice s farním kostelem svaté Barbory.

## Území farnosti
- Častohostice s farním kostelem svaté Barbory
- Vesce

## Historie farnosti
První písemná zmínka o farnosti pochází z konce 15. století, místní kostel je však starší. Od poloviny 16. století až do roku 1621 spravovali farnost nekatoličtí faráři, poté byla farnost spravována katolickými kněžími z okolí. Fara byla znovu obsazena od roku 1670. Dne 24. dubna 1834 uhodil na kostel blesk. Oheň zničil šindelovou střechu kostela i věže se zvony, zařízení kostela i boční oltáře, škody byly opraveny ještě v témže roce.

## Duchovní správci
Přehled duchovních správců je známý od druhé poloviny sedmnáctého století. Administrátorem excurrendo byl od listopadu 1999 P. Mgr. Ladislav Hubáček, SDB z Moravských Budějovic. 1. srpna 2020 byl administrátorem excurrendo ustanoven R. D. Miloš Mičánek z Moravských Budějovic. 

## Bohoslužby
| Kostel        | Místo        | Bohoslužba (den) | Hodina | Poznámka     |
| ------------- | ------------ | ---------------- | ------ | ------------ |
| svaté Barbory | Častohostice | neděle           | 7.30   | farní kostel |

## Aktivity ve farnosti
Den vzájemných modliteb farností za bohoslovce a bohoslovců za farnosti brněnské diecéze i Adorační den připadá 26. února.
Ve farnosti se každoročně koná tříkrálová sbírka. V roce 2016 se při sbírce vybralo v Častohosticích 4 280 korun.  O rok později činil výtěžek sbírky v Častohosticích 5 795 korun, ve Vescích 3 570 korun.